# Syneches brunettii
Syneches brunettii är en tvåvingeart som beskrevs av Smith 1975. Syneches brunettii ingår i släktet Syneches och familjen puckeldansflugor. Inga underarter finns listade i Catalogue of Life.